# Desamortitzacions espanyoles

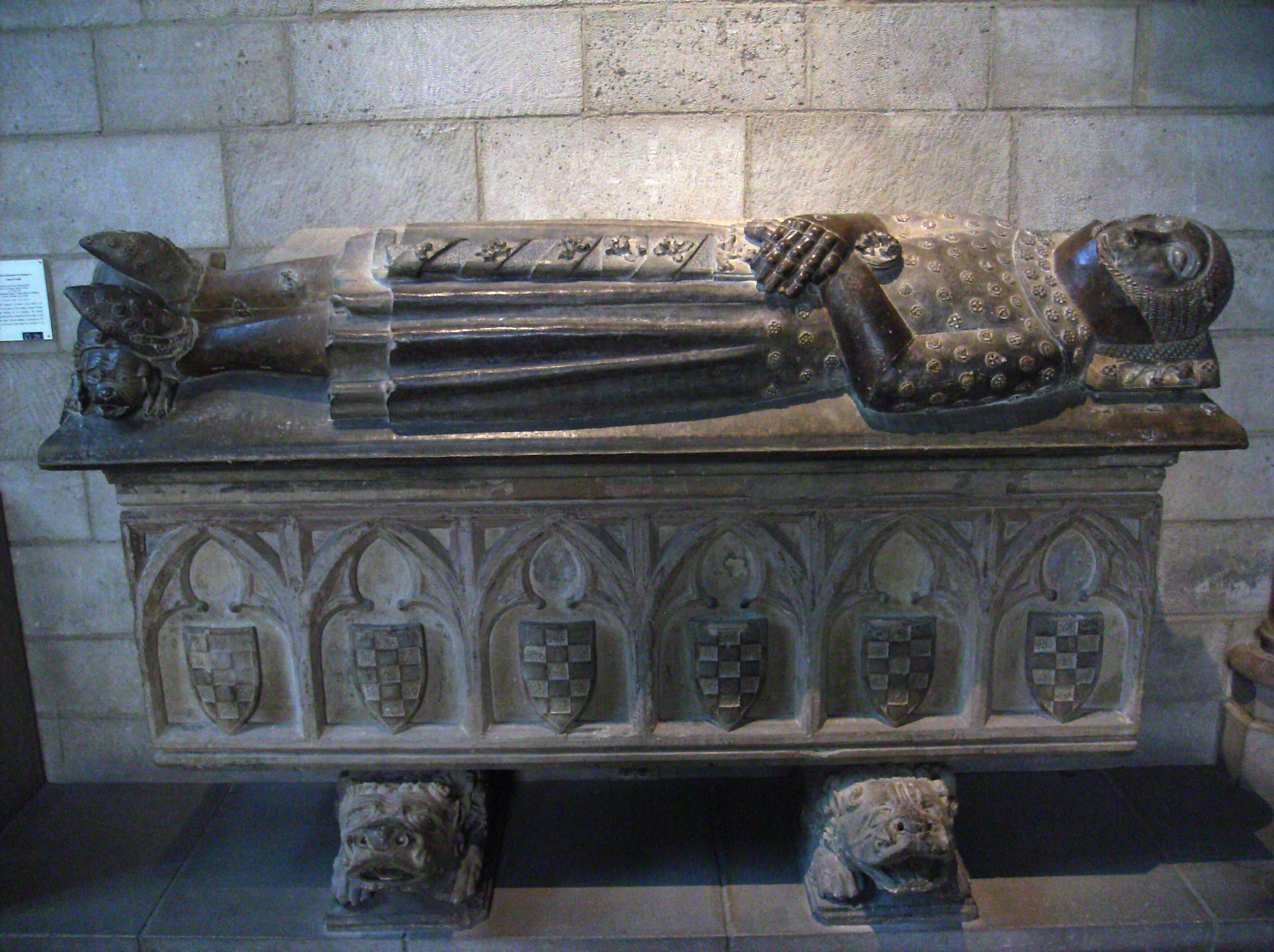
El sepulcre d'Ermengol X (1274 - 1314), comte d'Urgell i vescomte d'Àger, fou venut arran de la desamortització espanyola i es troba actualment al museu The Cloisters, Nova York

La desamortització va ser un llarg procés historicoeconòmic que va començar a l'estat espanyol el 1798 per Manuel Godoy i tancat ja molt entrat el segle xx el 16 de desembre del 1924. Va consistir a posar al mercat, mitjançant subasta pública, les terres i béns no productius en poder de les anomenades mans mortes que no les conreaven, gairebé sempre l'Església catòlica o els ordes religiosos, que els havien acumulats com a habituals beneficiaris de donacions, testaments i abintestats, a fi d'augmentar la riquesa nacional i crear una burgesia i una classe mitjana de llauradors propietaris. A més, l'erari obtenia uns ingressos extraordinaris amb els quals es pretenien amortitzar els títols de deute públic. La desamortització es va convertir en la principal arma política amb què els liberals van modificar el sistema de propietat de l'Antic Règim per implantar el nou estat burgès durant la primera meitat del segle xix.

## Carles IV
Per poder disposar de fons que alleugerissin la crisi econòmica, social i política i evitar el contagi dels moviments revolucionaris americà i francès, el secretari d'estat Manuel Godoy, juntament amb el ministre de Justícia Gaspar Melchor de Jovellanos i els secretaris d'Hisenda Diego de Gardoqui, Francisco de Saavedra i Miquel Gaietà Soler i Rabassa, va dissenyar el sistema de desamortització amb les idees del despotisme il·lustrat per no destruir la Monarquia Absoluta Borbònica i aconseguir que l'Estat no es vegués amenaçat per cap altre poder.
El procés de desamortització va començar amb un conjunt de set reials decrets signats en 1798 per Carles IV amb el permís de la Santa Seu per a expropiar els béns dels jesuïtes i d'obres pies que, en conjunt, eren una sisena part dels béns eclesiàstics. En aquesta fase es van desamortitzar béns de la Companyia de Jesús, d'hospitals, d'hospicis, de cases de misericòrdia i de col·legis majors universitaris, i incloïa també béns no explotats de particulars. En 1805 i 1807 es van expropiar els béns pròpiament eclesiàstics.

## Josep I
Josep I també va fer una petita desamortització que no va implicar la supressió de la propietat, sinó la confiscació de les seves rendes per a l'avituallament i les despeses de guerra de les tropes franceses, de manera que es van tornar el 1814.

## Trienni liberal
Durant el Trienni liberal (1820-1823), fou novament suprimida la vinculació; el delme, reduït a la meita, i es posaren en venda els béns del clergat, els col·legis eclesiàstics, les ordes militars, la Inquisició (abolida definitivament) i predis del Banc de Sant Carles.

## Mendizábal
La desamortització de Mendizábal, promoguda pel president del Consell de Ministres Juan Álvarez Mendizábal el 1836, va tenir unes conseqüències molt importants per a la història social de l'estat espanyol, perquè els seus resultats (ja no gestionats per Mendizábal, que va ser destituït com a ministre el maig del 1836, sinó pels seus successors) van ser relativament pobres.
La divisió dels lots es va encomanar a comissions municipals, que es van aprofitar del seu poder per fer manipulacions i configurar grans lots inassequibles als petits propietaris, però sufragables, en canvi, per les oligarquies molt adinerades, que podien comprar tant grans lots com petits. Els llauradors no van poder entrar en les licitacions i les terres van ser comprades per nobles i burgesos adinerats, de manera que no va poder crear-se una veritable burgesia o classe mitjana que tragués l'estat espanyol del marasme.
Els terrenys desamortitzats pel govern van ser únicament eclesiàstics, principalment els que havien caigut en desús. A pesar que van expropiar gran part de les propietats de l'Església, aquesta no va rebre cap compensació a canvi. Per això, l'Església va prendre la decisió d'excomunicar tant els expropiadors com els compradors de les terres, cosa que va fer que molts no es decidissin a comprar directament les terres i ho van fer mitjançant intermediaris o testaferros.

## Espartero
El 2 de setembre de 1841, el progressista Baldomero Espartero, acabat de nomenar, va imposar la desamortització de béns del clergat secular excepte uns quants. La llei en què es va basar va durar escassament tres anys i, en enfonsar-se el partit progressista, va ser derogada.
El 1845, durant la Dècada Moderada, el Govern intenta restablir les relacions amb l'Església, cosa que duu a la signatura del Concordat del 1851.

## Madoz
Durant el segon govern del progressista de Baldomero Espartero, el seu ministre d'Hisenda, Pascual Madoz, du a terme una nova desamortització (1855), que és executada amb més control que la de Mendizábal. El 3 de maig del 1855 es publicava a la Gaceta de Madrid, i el 3 de juny la instrucció per realitzar-la.
Es declaraven en venda totes les propietats de l'estat, del clergat, dels ordes militars (Sant Jaume, Alcántara, Calatrava, Montesa i Sant Joan de Jerusalem), confraries, obres pies, santuaris, de l'exinfant Don Carles, de propis i comuns dels pobles, de la beneficència i de la instrucció pública, amb algunes excepcions. Igualment, es permetia la desamortització dels censos pertanyents a les mateixes organitzacions. Va ser la que va produir un major volum de vendes i va tenir una importància superior a totes les anteriors; no obstant això, els historiadors s'han ocupat tradicionalment molt més de la de Mendizábal.
La seva importància resideix en la seva durada, el gran volum de béns mobilitzats i les grans repercussions que va tenir en la societat espanyola. Després d'haver estat motiu d'enfrontament entre conservadors i liberals, tots els partits polítics reconeixeran la necessitat d'acabar amb les "mans mortes" per a arribar a un major desenvolupament econòmic de l'estat. Es va suspendre l'aplicació de la llei el 14 d'octubre del 1856, i es reprengué de nou dos anys després, el 2 d'octubre del 1858, quan era president del Consell de Ministres O'Donnell, i no cessaren les vendes fins a fi de segle i continuaren tot i els diferents canvis de govern.
El 1867, s'havien venut en total 198.523 finques rústiques i 27.442 urbanes. L'estat va ingressar 7.856.000.000 reals entre 1855 i 1895, gairebé el doble de l'obtingut amb la desamortització de Mendizábal. Aquests diners es va dedicar, fonamentalment, a cobrir el dèficit del pressupost de l'estat, amortització de deute públic i obres públiques, i se'n reservaren 30 milions de reals anuals per a la reedificació i reparació de les esglésies de l'estat.
Tradicionalment, a aquest període se l'ha anomenat desamortització civil, nom inexacte, perquè si bé és cert que es van subhastar gran nombre de finques que havien estat propietat comunal dels pobles, la qual cosa constituïa una novetat, també es van vendre molts béns fins llavors pertanyents a l'Església, sobretot les que estaven en possessió del clergat secular. En conjunt, es calcula que de tot el desamortitzat, el 30% pertanyia a l'Església, el 20% a beneficència i un 50% a les propietats municipals, fonamentalment dels pobles.
L'Estatut Municipal de José Calvo Sotelo del 1924 va derogar definitivament les lleis sobre desamortització dels béns dels pobles i, amb això, la desamortització de Madoz.

## Conseqüències

### Socials
Generalitzant, hi havia una zona sud de l'estat amb predomini del latifundi i una franja nord on existia una majoria d'explotacions rurals mitjanes i petites; podríem concloure, d'acord amb els treballs de Richard Herr, que el resultat de la desamortització serà concentrar la propietat en cada regió en proporció al grau existent prèviament; per tant, no es va produir un canvi radical en l'estructura de la propietat.
Les parcel·les petites que es van subhastar van ser comprades pels habitants de localitats pròximes, mentre que les de major grandària, les van adquirir persones més riques que vivien generalment en ciutats a major distància de la propietat.
A la zona meridional de predomini latifundista, no existien petits agricultors que tinguessin recursos econòmics suficients per a licitar en les subhastes de grans propietats, amb la qual cosa es va reforçar el latifundisme.
Altra qüestió diferent és la privatització dels béns comunals que pertanyien als municipis. Molts camperols s'hi van veure afectats, en veure's privats d'uns recursos que contribuïen a la seva subsistència (llenya, pastures, etc.), per la qual cosa es va accentuar la tendència emigratòria de la població rural que es dirigeix a zones industrialitzades de l'estat o a Amèrica. Aquest fenomen migratori arriba a nivells molt alts a la fi del segle xix i principis del xx.

### Econòmiques
- Sanejament de la Hisenda Pública, que va ingressar més de 14.000 milions de rals procedents de les subhastes.
- Es va produir un augment de la superfície conreada i de la productivitat agrícola; així mateix, es van millorar i especialitzar els cultius gràcies a noves inversions dels propietaris. A Andalusia, per exemple, es van estendre considerablement l'oliverar i la vinya, amb un efecte directe en l'augment de la desforestació.

### Culturals
Molts quadres i llibres de monestirs van ser venuts a preus baixos i van acabar en altres països, encara que una gran part dels llibres van anar a engrossir els fons de les biblioteques públiques o universitats.
Van quedar abandonats nombrosos edificis d'interès artístic (esglésies, monestirs), amb la seva subseqüent ruïna; però d'altres, en canvi, es van transformar en edificis públics i van ser conservats per a museus o altres institucions.
"...s'expandeix el conreu cada cop més lluny del poble. Cal un lloc per aixoplugar pagesos i animals, que marxen a primera hora del matí i no tornen fins a la nit." Els nous propietaris van construir, mitjançant la tècnica de pedra seca, cabanes, masies, espones, aljubs, etc, deixant una empremta al territori que ha marcat generacions i que encara avui podem admirar.

### Polítiques i ideològiques
Un dels objectius de la desamortització va ser permetre la consolidació del règim liberal i que tots els que compressin terres formessin una nova classe de petits i mitjans propietaris addictes al règim. No obstant això, no es va aconseguir aquest objectiu, ja que la major part de les terres desamortitzades, particularment al sud d'Espanya, les van adquirir els grans propietaris.

### Ambientals
La fragmentació i privatització de forests públiques propietat de l'Estat, l'Església, els ordes militars o els ajuntaments, que se subhastaven i es venien a particulars, van provocar l'acceleració de la desforestació de les superfícies privatitzades. Es calcula que uns 3 o 4 milions d'hectàrees arbrades van desaparèixer de manera més o menys abrupta a causa, fonamentalment, de la tala i la rompuda, i van deixar de tenir un paper important en la protecció dels sòls enfront de l'erosió i en la regulació del règim hídric dels corrents d'aigua, cosa que va intensificar dràsticament l'erosió i l'empobriment dels sòls i va incrementar les revingudes de multitud de rius i torrents. I això sense comptar la dràstica pèrdua d'hàbitats per a nombroses espècies, incloent-hi, sens dubte, la desaparició local de moltes.

### D'altres
La desamortització dels convents va contribuir a la modernització de les ciutats. Es va passar de la ciutat conventual, amb grans edificis religiosos, a la ciutat burgesa, amb construccions de més altura, eixamples i nous espais públics gràcies als enderrocaments. Els antics edificis religiosos van passar a tenir altres usos, molts es van transformar en edificis públics (museus, casernes, hospitals), uns altres van ser demolits per a l'obertura de nous carrers o l'eixamplament dels existents, alguns es van convertir en temples parroquials o es van subhastar i van passar a mans privades.